# Bryaceae
Famille
Les Bryaceae sont une famille de mousses de l'ordre des Bryales, représentée dans le monde entier par plus de deux-mille espèces. Bryum est le genre type.

## Liste des genres
Selon GBIF (24 juin 2021) :
- Acidodontium Schwägr.
- Anisostichium Mitten, 1863
- Anomobryopsis J.Cardot, 1911
- Anomobryum Schimp.
- Apalodium Mitten, 1869
- Apiocarpa J.W.P.Huebener, 1833
- Argyrobryum (Müll.Hal.) Kindb.
- Brachymenium Schwägr.
- Bryotrichum K.Yasui, 1926
- Bryum Hedw.
- Cladodium Brid.
- Coscinodon Brid.
- Epipterygium Lindb.
- Erpodiopsis Müller Hal., 1890
- Haplodontium Hampe, 1865
- Helmsia H.Boswell, 1894
- Hemisynapsium S.E.Bridel, 1826
- Imbribryum Pedersen
- Leptobryum (Schimp.) Wilson
- Leptochlaena C.Montagne, 1845
- Leptostomopsis (Müll.Hal. ex Broth.) J.R.Spence & H.P.Ramsay
- Leptostomum R.Br.
- Macrauchenium S.E.Bridel, 1827
- Macrothecium S.E.Bridel, 1827
- Megalangium S.E.Bridel, 1827
- Microphilonotis Sakurai, 1951
- Mielichhobryum J.P.Srivast.
- Mielichhoferia Nees & Hornsch.
- Mniobryoides Hörmann
- Mniobryum Limpr.
- Neobryum R.S.Williams, 1925
- Ochiobryum J.R.Spence & H.P.Ramsay, 2005
- Orthodontium Schwägr.
- Orthodontopsis Ignatov & B.C.Tan
- Osculatia De Notaris, 1859
- Perssonia Bizot
- Plagiobryoides J.R.Spence, 2005
- Plagiobryum Lindb.
- Pleurophascum Lindb.
- Pohlia Hedw.
- Pseudopohlia R.S.Williams
- Ptychostomum Hornsch.
- Rhodobryon (Schimp.) Hampe
- Rhodobryum (Schimp.) Hampe
- Rhodobryum (Schimp.) Limpr.
- Roellia Kindb.
- Rosulabryum J.R.Spence
- Schizymenium Harv.
- Stableria S.O.Lindberg, 1878
- Streblopilum Ångström, 1876
- Synthetodontium Cardot
- Webera Hedw.
- Wollnya Herzog, 1909
- Zieria Schimp.

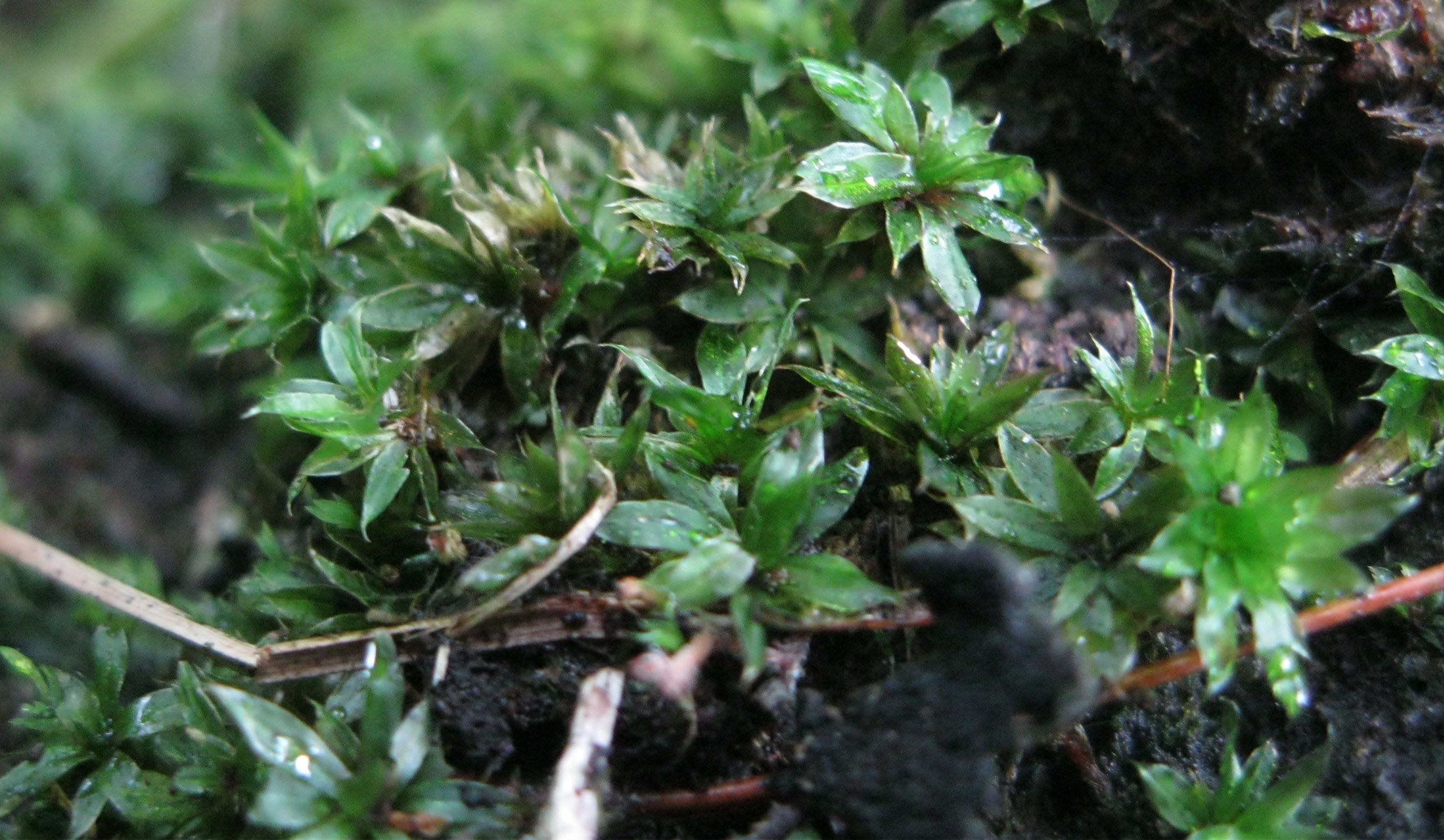
Bryum billardieri.
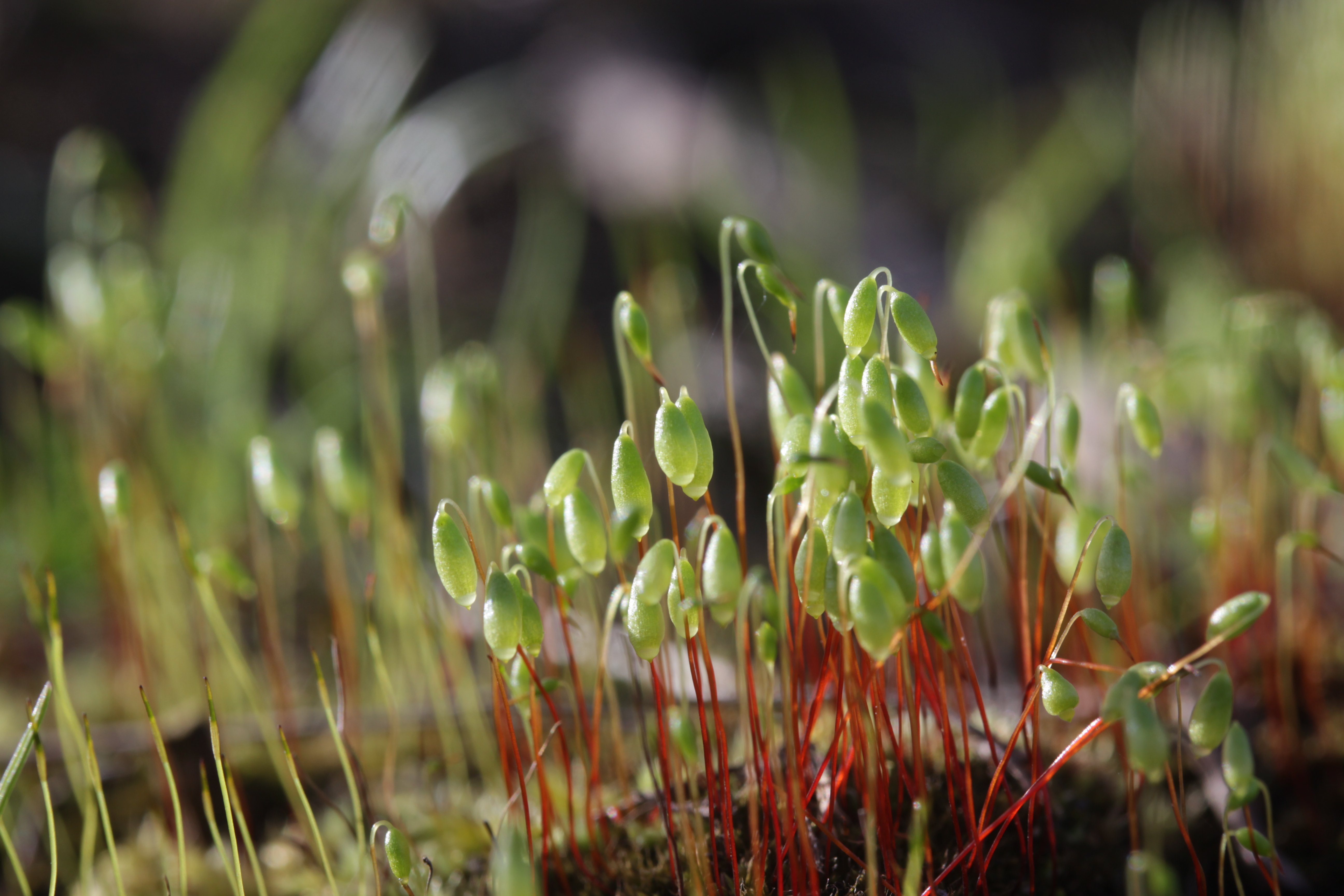
Bryum capillare.
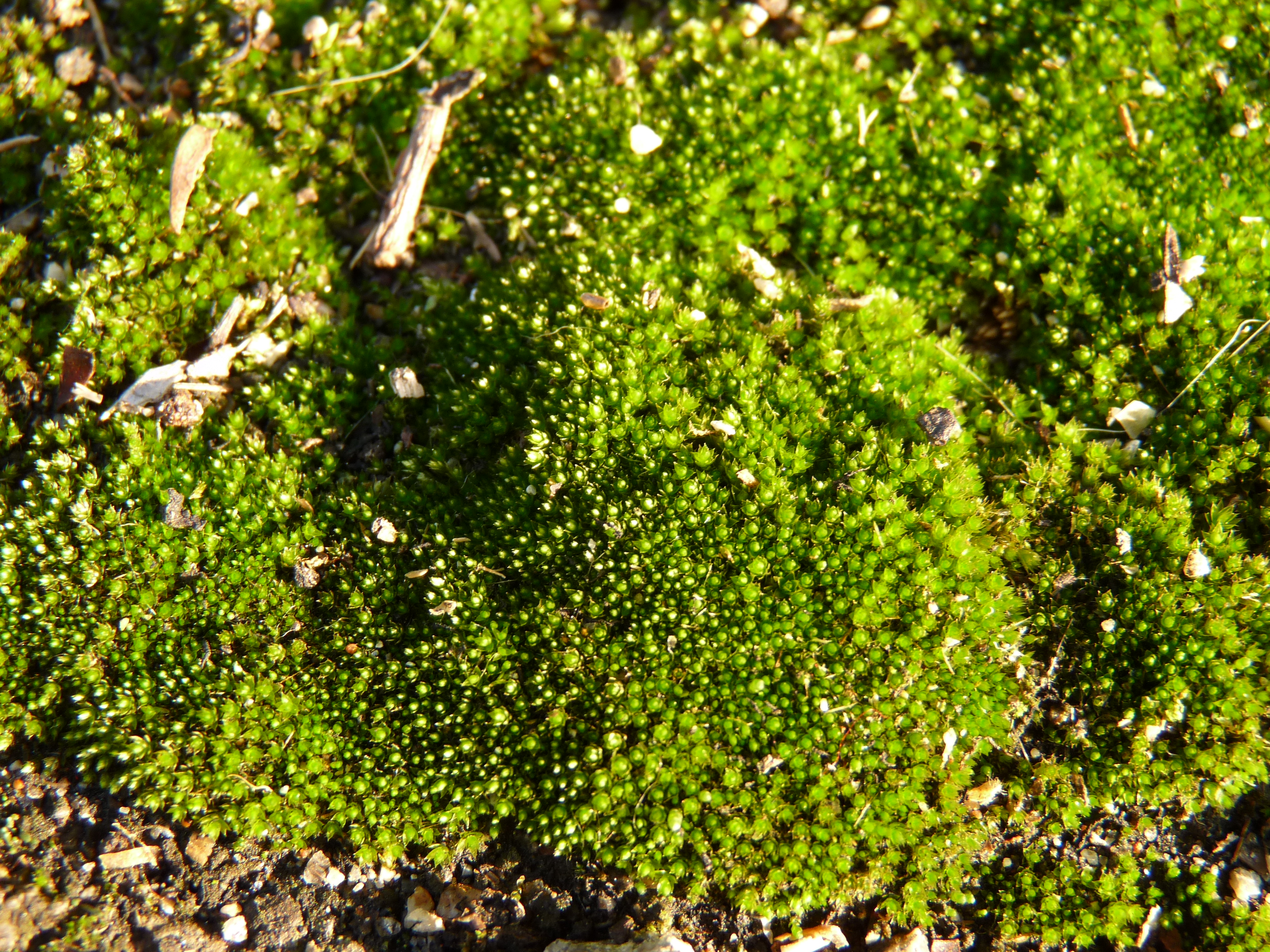
Brachymenium exile.
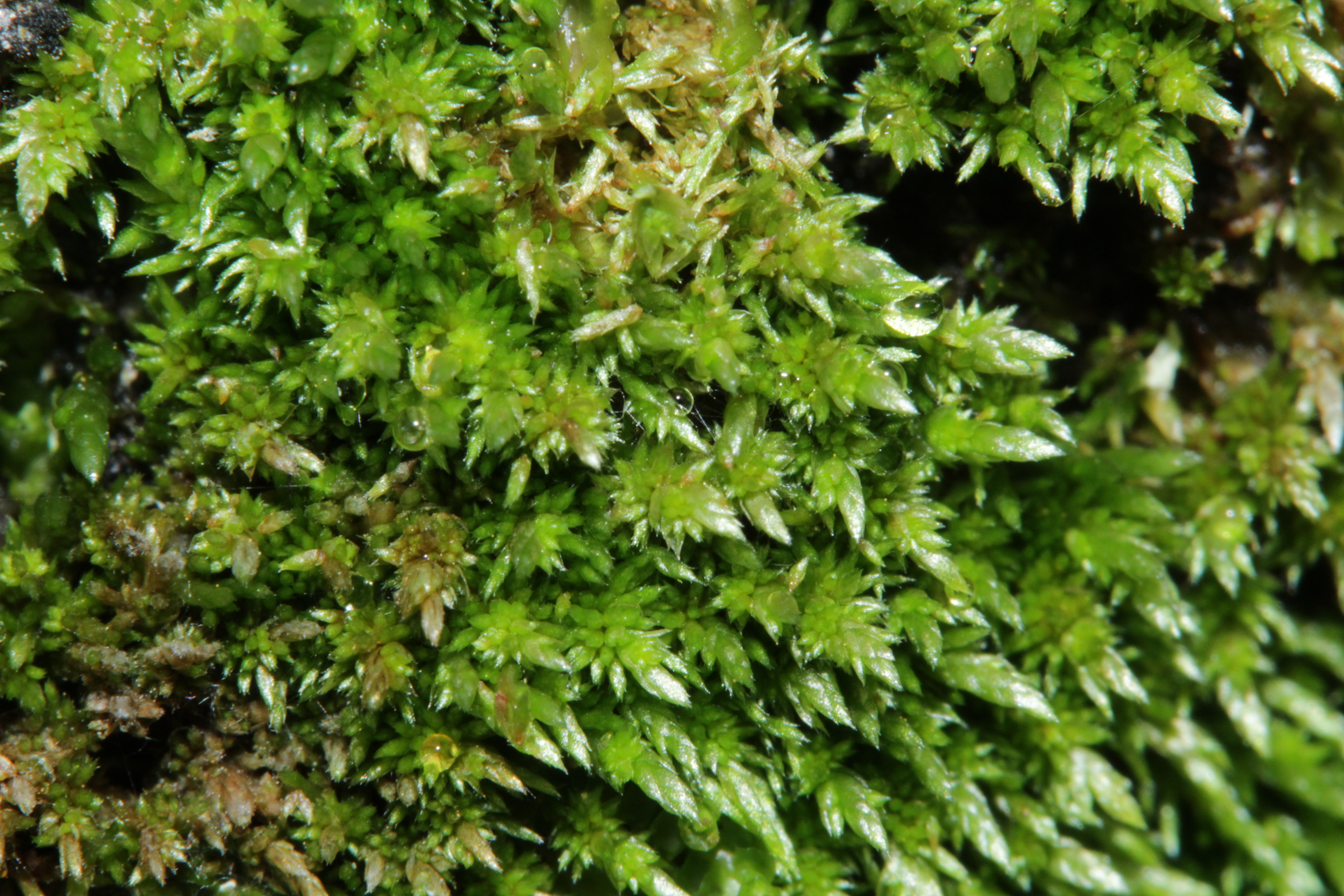
Anomobryum concinnatum.
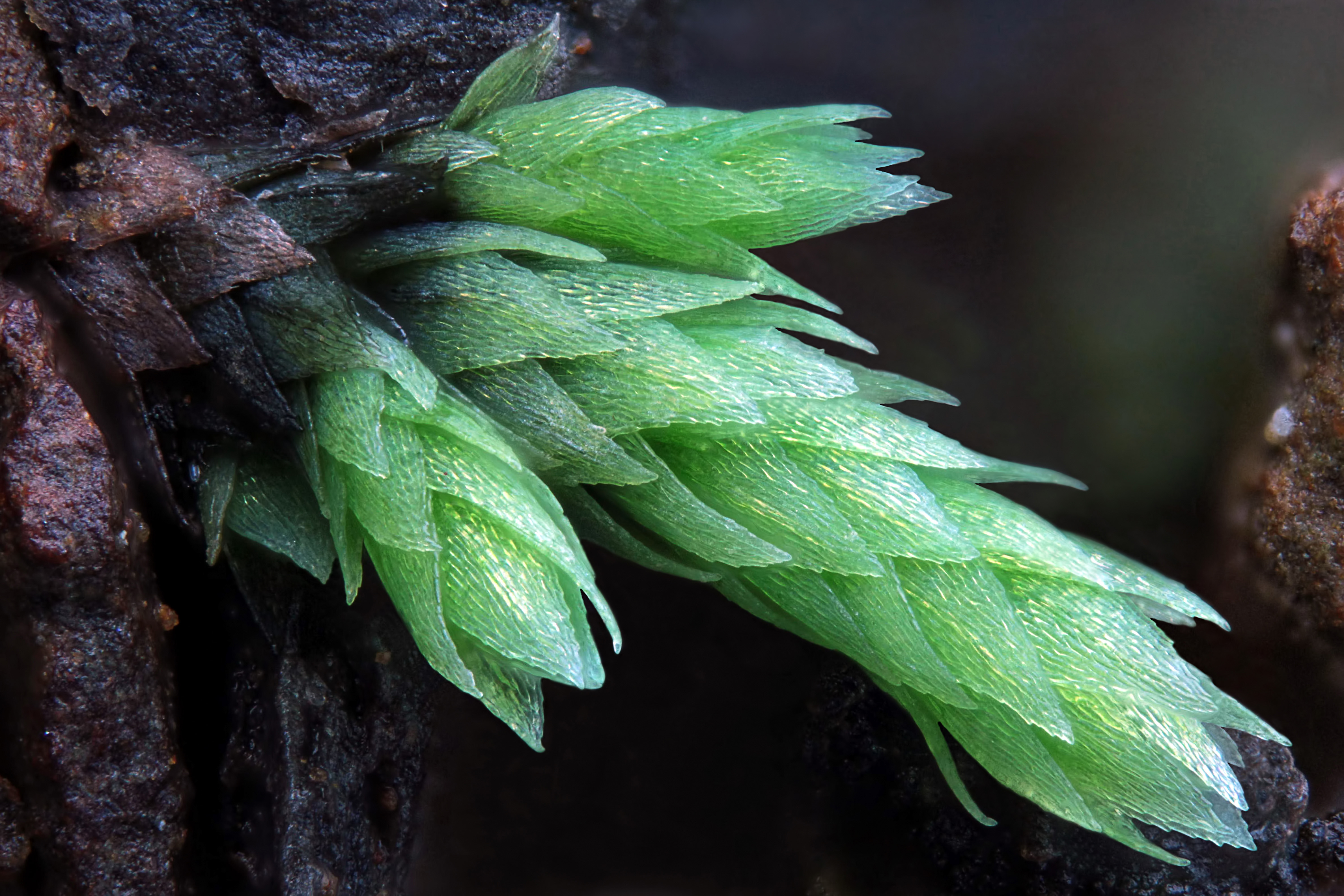
Mielichhoferia elongata.
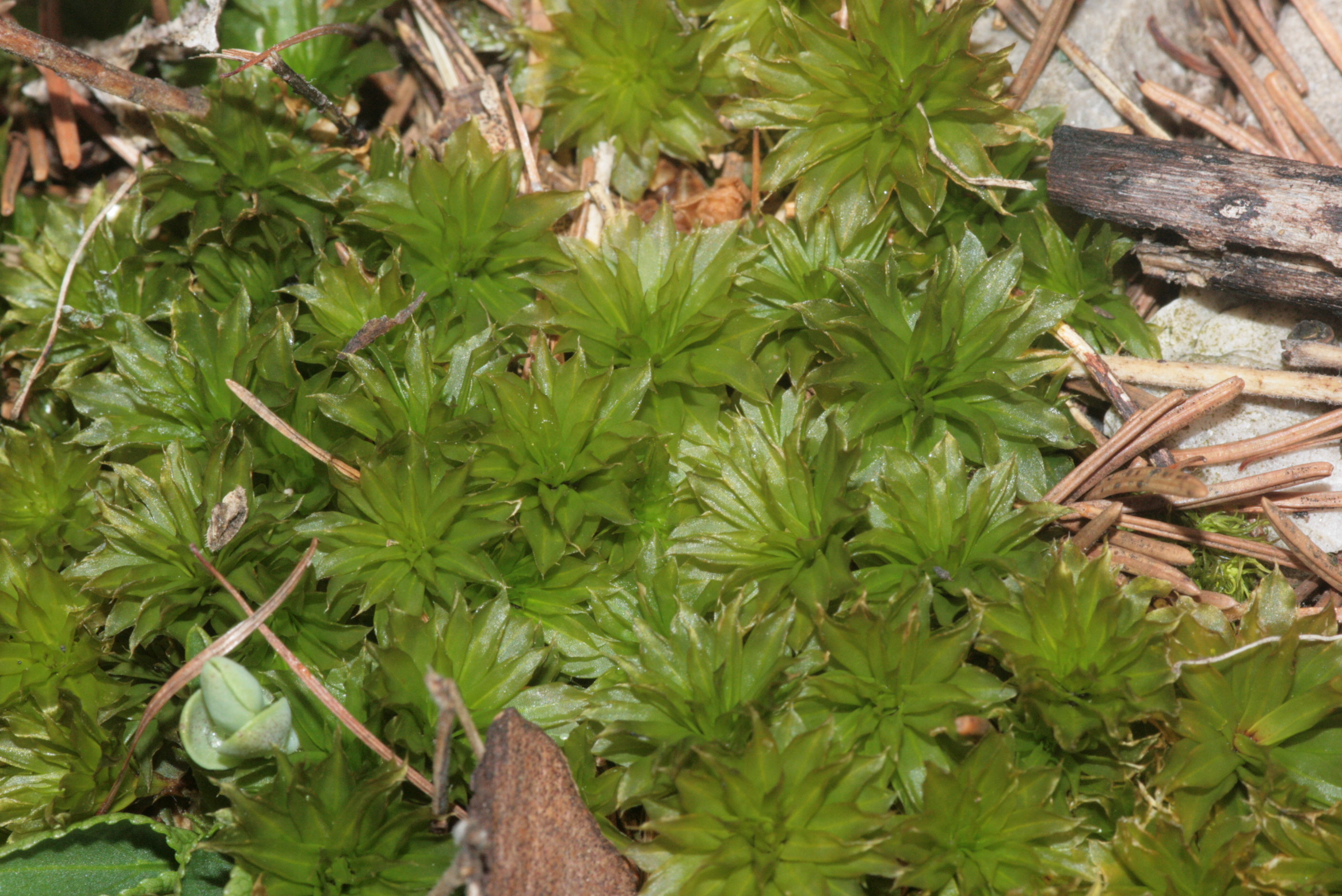
Rhodobryum ontariense.